# فرنسيسكو لشبونة
فرنسيسكو لشبونة (1 مايو 1965 - ) هو ملاكم إندونيسي.

## روابط خارجية
- فرنسيسكو لشبونة على موقع أوليمبيديا (الإنجليزية)